# Nederlandse kampioenschappen indooratletiek 1993
De Nederlandse kampioenschappen indooratletiek 1993 werden op 27 en 28 februari in de Houtrusthallen in Den Haag gehouden.

## Uitslagen

### 60 m
| rang   | atleet         | prestatie |
| ------ | -------------- | --------- |
| Goud   | Frank Perri    | 6,86 s    |
| Zilver | Patrick Snoek  | 6,91 s    |
| Brons  | Miguel Janssen | 6,93 s    |

| rang   | atlete              | prestatie |
| ------ | ------------------- | --------- |
| Goud   | Jacqueline Poelman  | 7,41 s    |
| Zilver | Annerose Scholsberg | 7,55 s    |
| Brons  | Claudia Elissen     | 7,59 s    |

### 200 m
| rang   | atleet                 | prestatie |
| ------ | ---------------------- | --------- |
| Goud   | Regillio van der Vloot | 21,46 s   |
| Zilver | Clement Moe            | 21,90 s   |
| Brons  | René Dhore             | 22,00 s   |

| rang   | atlete              | prestatie |
| ------ | ------------------- | --------- |
| Goud   | Jacqueline Poelman  | 23,75 s   |
| Zilver | Annerose Scholsberg | 24,20 s   |
| Brons  | Ester Goossens      | 24,62 s   |

### 400 m
| rang   | atleet            | prestatie |
| ------ | ----------------- | --------- |
| Goud   | Dave Elderenbosch | 48,72 s   |
| Zilver | Hans Veurink      | 48,88 s   |
| Brons  | Marcel Roosen     | 49,84 s   |

| rang   | atlete            | prestatie |
| ------ | ----------------- | --------- |
| Goud   | Ester Goossens    | 53,10 s   |
| Zilver | Marianne de Vries | 55,47 s   |
| Brons  | Jorien Kranendijk | 56,53 s   |

### 800 m
| rang   | atleet       | prestatie |
| ------ | ------------ | --------- |
| Goud   | Léon Haan    | 1.50,83   |
| Zilver | Vincent Hoek | 1.52,07   |
| Brons  | Ted Smit     | 1.52,89   |

| rang   | atlete          | prestatie |
| ------ | --------------- | --------- |
| Goud   | Stella Jongmans | 2.03,99   |
| Zilver | Laura Bosman    | 2.04,30   |
| Brons  | Joke Spikman    | 2.11,26   |

### 1500 m
| rang   | atleet           | prestatie |
| ------ | ---------------- | --------- |
| Goud   | Robin van Helden | 3.50,98   |
| Zilver | Jeffrey Himpers  | 3.52,05   |
| Brons  | Hans Bloemendaal | 3.52,54   |

| rang   | atlete              | prestatie |
| ------ | ------------------- | --------- |
| Goud   | Elly van Hulst      | 4.11,96   |
| Zilver | Yvonne van der Kolk | 4.15,49   |
| Brons  | Stella Jongmans     | 4.16,65   |

### 3000 m
| rang   | atleet        | prestatie |
| ------ | ------------- | --------- |
| Goud   | Henk Gommer   | 8.05,81   |
| Zilver | René Godlieb  | 8.06,73   |
| Brons  | Marc van Rooy | 8.08,12   |

| rang   | atlete         | prestatie |
| ------ | -------------- | --------- |
| Goud   | Elly van Hulst | 9.09,20   |
| Zilver | Marian Freriks | 9.16,95   |
| Brons  | Mieke Aanen    | 9.36,80   |

### 5000 m snelwandelen
| rang   | atleet          | prestatie |
| ------ | --------------- | --------- |
| Goud   | Harold van Beek | 21.37,40  |
| Zilver | Ton van Andel   | 22.07,52  |
| Brons  | Henk Plasman    | 22.32,22  |

### 60 m horden
| rang   | atleet            | prestatie |
| ------ | ----------------- | --------- |
| Goud   | Robin Korving     | 8,00 s    |
| Zilver | Ruud van Mourik   | 8,03 s    |
| Brons  | Wigert Thunnissen | 8,14 s    |

| rang   | atlete            | prestatie |
| ------ | ----------------- | --------- |
| Goud   | Ine Langenhuizen  | 8,32 s    |
| Zilver | Jolanda Ley       | 8,66 s    |
| Brons  | Mariette van Aken | 8,67 s    |

### hoogspringen
| rang   | atleet              | prestatie |
| ------ | ------------------- | --------- |
| Goud   | Sven Ootjers        | 2,20 m    |
| Zilver | Ronald Naaktgeboren | 2,11 m    |
| Brons  | Björn Groen         | 2,11 m    |

| rang   | atlete             | prestatie |
| ------ | ------------------ | --------- |
| Goud   | Saskia Oversluizen | 1,78 m    |
| Zilver | Bianca Gelauf      | 1,78 m    |
| Zilver | Conny van Zutphen  | 1,75 m    |

### hink-stap-springen
| rang   | atleet            | prestatie |
| ------ | ----------------- | --------- |
| Goud   | Paul Lucassen     | 15,31 m   |
| Zilver | Gregory Lede      | 15,08 m   |
| Brons  | Maarten Smitskamp | 14,58 m   |

### polsstokhoogspringen
| rang   | atleet             | prestatie |
| ------ | ------------------ | --------- |
| Goud   | Laurens Looije     | 5,50 m    |
| Zilver | Richard Coté       | 5,10 m    |
| Brons  | Christian Tamminga | 5,00 m    |

### verspringen
| rang   | atleet            | prestatie |
| ------ | ----------------- | --------- |
| Goud   | Frans Maas        | 7,98 m    |
| Zilver | Emiel Mellaard    | 7,85 m    |
| Brons  | Marc van der Worp | 7,57 m    |

| rang   | atlete            | prestatie |
| ------ | ----------------- | --------- |
| Goud   | Yvonne van Dorp   | 5,98 m    |
| Zilver | Esther Schouten   | 5,88 m    |
| Brons  | Marjolijn van Elk | 5,82 m    |

### kogelstoten
| rang   | atleet          | prestatie |
| ------ | --------------- | --------- |
| Goud   | Erik de Bruin   | 19,58 m   |
| Zilver | Shaun Pickering | 17,35 m   |
| Brons  | Rob Bakker      | 16,62 m   |

| rang   | atlete                  | prestatie |
| ------ | ----------------------- | --------- |
| Goud   | Deborah Dunant          | 17,69 m   |
| Zilver | Jacqueline Goormachtigh | 17,24 m   |
| Brons  | Corrie de Bruin         | 16,52 m   |

1969 · 
1970 · 
1971 · 
1972 · 
1973 · 
1974 · 
1975 · 
1976 · 
1977 · 
1978 · 
1979 ·
1980 · 
1981 · 
1982 · 
1983 · 
1984 · 
1985 · 
1986 · 
1987 · 
1988 · 
1989 · 
1990 · 
1991 · 
1992 · 
1993 · 
1994 · 
1995 · 
1996 · 
1997 · 
1998 · 
1999 · 
2000 · 
2001 · 
2002 · 
2003 · 
2004 · 
2005 · 
2006 · 
2007 · 
2008 · 
2009 · 
2010 · 
2011 · 
2012 · 
2013 · 
2014 ·
2015 ·
2016 ·
2017 ·
2018 ·
2019 · 
2020 · 
2021 · 
2022 · 
2023 · 
2024 · 
2025